# Konrad Jarausch
Konrad Hugo Jarausch (* 14. August 1941 in Magdeburg) ist ein deutsch-amerikanischer Historiker und ehemaliger Direktor des Zentrums für Zeithistorische Forschung (ZZF) in Potsdam.

## Leben und Wirken
Jarausch, der in Bayern und im Rheinland aufgewachsen ist, zog 1959 in die USA, studierte in Princeton und promovierte 1969 an der University of Wisconsin. Anschließend lehrte er zunächst an der University of Missouri, Columbia, und war ab 1983 Lurcy Professor for European Civilization an der University of North Carolina at Chapel Hill. Gastprofessuren und Forschungsaufenthalte führten ihn wiederholt nach Deutschland (Saarbrücken, Göttingen, Bielefeld, Leipzig und Potsdam). Von 1998 bis 2006 leitete er zusammen mit Christoph Kleßmann bzw. Martin Sabrow das nach der Wiedervereinigung neu gegründete Zentrum für Zeithistorische Forschung (ZZF) in Potsdam. Nach seiner Emeritierung 2006 förderte er den intellektuellen Austausch der jungen Wissenschaftlergenerationen in Deutschland und den USA.
Jarausch war bzw. ist Vorsitzender mehrerer Fachgesellschaften (German Studies Association, Conference Group for Central European History) sowie Herausgeber bzw. Redaktionsmitglied von Fachzeitschriften (Zeithistorische Forschungen, Jahrbuch für Universitätsgeschichte, Historisch-Sozialwissenschaftliche Forschungen, History of Higher Education Annual, Central European History, German Studies Review, History of Education Quarterly). Außerdem ist er Senior-Editor des Online-Historikernetzwerks H-Soz-Kult. Er prägte den Begriff der „Fürsorgediktatur“.
Jarausch ist verheiratet und hat zwei Söhne.

## Schriften (Auswahl)
- The Four Power Pact 1933. State Historical Society of Wisconsin, Madison WI 1965.
- The Enigmatic Chancellor. Bethmann Hollweg and the Hubris of Imperial Germany. Yale University Press, New Haven CT u. a. 1973.
- als Herausgeber: Quantifizierung in der Geschichtswissenschaft. Probleme und Möglichkeiten. Droste, Düsseldorf 1976, ISBN 3-7700-0357-8.
- Students, Society and Politics in Imperial Germany. The Rise of Academic Illiberalism. Princeton University Press, Princeton NJ 1982, ISBN 0-691-05345-6.
- als Herausgeber: The Transformation of Higher Learning. 1860–1930. Expansion, Diversification, Social Opening and Professionalization in England, Germany, Russia and the United States (= Historisch-sozialwissenschaftliche Forschungen. Bd. 13). Klett-Cotta, Stuttgart 1982, ISBN 3-608-91067-0.
- Deutsche Studenten 1800–1970 (= Neue Historische Bibliothek Edition Suhrkamp. Bd. 1258 = NF 258). Suhrkamp, Frankfurt am Main 1984, ISBN 3-518-11258-9.
- mit Gerhard Arminger und Manfred Thaller: Quantitative Methoden in der Geschichtswissenschaft. Eine Einführung in die Forschung, Datenverarbeitung und Statistik. Wissenschaftliche Buchgesellschaft, Darmstadt 1985, ISBN 3-534-09163-9.
- als Herausgeber mit Wilhelm H. Schröder: Quantitative History of Society and Economy. Some International Studies (= Historisch-sozialwissenschaftliche Forschungen. Bd. 21). Scripta-Mercaturae-Verlag, St. Katharinen 1987, ISBN 3-922661-40-8.
- The Unfree Professions. German Lawyers, Teachers and Engineers, 1900–1950. Oxford University Press, New York NY u. a. 1990, ISBN 0-19-504482-7.
- als Herausgeber mit Geoffrey Cocks: German Professions, 1800–1950. Oxford University Press, New York NY 1990, ISBN 0-19-505596-9.
- als Herausgeber mit Larry Eugene Jones: In Search of a Liberal Germany. Studies in the History of German Liberalism from 1789 to the Present. Berg, New York NY u. a. 1990, ISBN 0-85496-614-5.
- mit Kenneth A. Hardy: Quantitative Methods for Historians. A Guide to Research, Data and Statistics. University of North Carolina Press, Chapel Hill NC u. a. 1991, ISBN 0-8078-1947-6.
- Die Vertreibung der jüdischen Studenten und Professoren von der Berliner Universität unter dem NS-Regime. Vortrag, 15. Juni 1993. Humboldt-Universität zu Berlin. Hrsg.: Die Präsidentin der Humboldt-Universität zu Berlin. Online Fassung als pdf.
- als Herausgeber mit Volker Gransow: Die deutsche Vereinigung. Dokumente zu Bürgerbewegung, Annäherung und Beitritt (= Bibliothek Wissenschaft und Politik. Bd. 47). Verlag Wissenschaft und Politik, Köln 1991, ISBN 3-8046-8766-0 (In englischer Sprache: Uniting Germany. Documents and Debates. 1944–1993. Translated by Allison Brown and Belinda Cooper. Berghahn Books, Providence RI u. a. 1994, ISBN 1-57181-011-0).
- als Herausgeber: Zwischen Parteilichkeit und Professionalität. Bilanz der Geschichtswissenschaft der DDR. Akademie-Verlag, Berlin 1991, ISBN 3-05-001892-5.
- als Herausgeber mit Jörn Rüsen und Hans Schleier: Geschichtswissenschaft vor 2000. Perspektiven der Historiographiegeschichte, Geschichtstheorie, Sozial- und Kulturgeschichte. Festschrift für Georg G. Iggers zum 65. Geburtstag (= Beiträge zur Geschichtskultur. Bd. 5). Rottmann-Medienverlag, Hagen 1991, ISBN 3-926862-27-0.
- The Rush to German Unity. Oxford University Press, New York NY u. a. 1994, ISBN 0-19-507275-8.
- als Herausgeber mit Matthias Middell: Nach dem Erdbeben. (Re-)Konstruktionen ostdeutscher Geschichte und Geschichtswissenschaft (= Beiträge zur Universalgeschichte und vergleichenden Gesellschaftsforschung. Bd. 5). Leipziger Universitäts-Verlag, Leipzig 1994, ISBN 3-929031-10-8.
- Die unverhoffte Einheit. 1989–1990 (= Edition Suhrkamp. Bd. 1877 = NF 877). Suhrkamp, Frankfurt am Main 1995, ISBN 3-518-11877-3.
- als Herausgeber mit Hannes Siegrist: Amerikanisierung und Sowjetisierung in Deutschland 1945–1970. Campus, Frankfurt am Main u. a. 1997, ISBN 3-593-35761-5.
- als Herausgeber: After Unity. Reconfiguring German Identities (= Modern German Studies. Vol. 2). Berghahn Books, Providence RI u. a. 1997, ISBN 1-571-81040-4.
- als Herausgeber mit Martin Sabrow: Weg in den Untergang. Der innere Zerfall der DDR. Vandenhoeck & Ruprecht, Göttingen 1999, ISBN 3-525-01383-3.
- als Herausgeber: Dictatorship as Experience. Towards a Socio-Cultural History of the GDR. Berghahn Books, New York NY u. a. 1999, ISBN 1-57181-181-8.
- als Herausgeber mit Rüdiger Hohls: Versäumte Fragen. Deutsche Historiker im Schatten des Nationalsozialismus. Deutsche Verlags-Anstalt, Stuttgart u. a. 2000, ISBN 3-421-05341-3.
- als Herausgeber mit Hans-Hermann Hertle und Christoph Kleßmann: Mauerbau und Mauerfall. Ursachen – Verlauf – Auswirkungen. Links, Berlin 2002, ISBN 3-86153-264-6.
- als Herausgeber mit Martin Sabrow: Die Historische Meistererzählung. Deutungslinien der deutschen Nationalgeschichte nach 1945. Vandenhoeck und Ruprecht, Göttingen 2002, ISBN 3-525-36266-8.
- als Herausgeber mit Martin Sabrow: Verletztes Gedächtnis. Erinnerungskultur und Zeitgeschichte im Konflikt. Campus, Frankfurt am Main u. a. 2002, ISBN 3-593-37023-9.
- als Herausgeber mit Michael Geyer: Shattered Past. Reconstructing German Histories. Princeton University Press, Princeton NJ u. a. 2003, ISBN 0-691-05935-7 (In deutscher Sprache: Zerbrochener Spiegel. Deutsche Geschichten im 20. Jahrhundert. Deutsche Verlags-Anstalt, München 2005, ISBN 3-421-05673-0).
- Die Umkehr. Deutsche Wandlungen 1945–1995. Deutsche Verlags-Anstalt, Stuttgart 2004, ISBN 3-421-05672-2 (Lizenzausgabe. (= Bundeszentrale für Politische Bildung. Schriftenreihe. Bd. 469). Bundeszentrale für politische Bildung, Bonn 2004, ISBN 3-89331-581-0).
- als Herausgeber mit Arnd Bauerkämper und Marcus M. Payk: Demokratiewunder. Transatlantische Mittler und die kulturelle Öffnung Westdeutschlands 1945–1970. Vandenhoeck & Ruprecht, Göttingen 2005, ISBN 3-525-36285-4.
- als Herausgeber mit Thomas Lindenberger: Conflicted Memories. Europeanizing Contemporary Histories (= Studies in Contemporary European History. Vol. 3). Berghahn Books, New York NY u. a. 2007, ISBN 978-1-84545-284-1.
- als Herausgeber mit Klaus Jochen Arnold: „Das stille Sterben …“. Feldpostbriefe von Konrad Jarausch aus Polen und Russland 1939–1942. Schöningh, Paderborn u. a. 2008, ISBN 978-3-506-76546-8.
- als Herausgeber: Das Ende der Zuversicht? Die siebziger Jahre als Geschichte. Vandenhoeck & Ruprecht, Göttingen 2008, ISBN 978-3-525-36153-5.
- als Herausgeber mit Michael Grüttner, Rüdiger Hachtmann, Jürgen John und Matthias Middell: Gebrochene Wissenschaftskulturen. Universität und Politik im 20. Jahrhundert. Vandenhoeck & Ruprecht, Göttingen 2010, ISBN 978-3-525-35899-3.
- Out of Ashes. A New History of Europe in the Twentieth Century. Princeton University Press, Princeton NJ u. a. 2015, ISBN 978-0-691-15279-0. Deutsche Ausgabe: Aus der Asche. Eine neue Geschichte Europas im 20. Jahrhundert, Reclam-Verlag, Stuttgart 2018, ISBN 978-3-15011114-7.
- Broken lives. How ordinary Germans experienced the twentieth century. Princeton University Press, Princeton NJ u. a. 2018, ISBN 978-0-691-17458-7 (In deutscher Sprache: Zerrissene Leben. Das Jahrhundert unserer Mütter und Väter. Theiss in der Wissenschaftlichen Buchgesellschaft, Darmstadt 2018, ISBN 978-3-8062-3787-0.).
- Embattled Europe. A Progressive Alternative. Princeton University Press, Princeton 2021, ISBN 978-0-691-20041-5.
- The burden of German history. A transatlantic life. Berghahn, New York/Oxford 2023, ISBN 978-1-80073-960-4.